# Borzont, Harghita
Borzont (maghiară Borzont) este un sat în comuna Joseni din județul Harghita, Transilvania, România.